# Norinco CQ M311

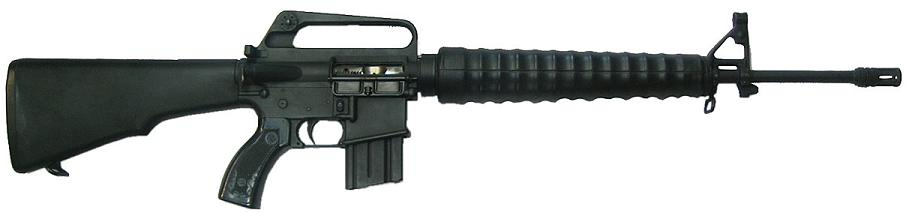
Le M16 chinois est aussi produit en Iran et au Soudan.

 Le Norinco CQ M311 est un fusil d'assaut produit par la firme Norinco en république populaire de Chine. C'est une copie sans licence du M16A1 américain, dont il se distingue très légèrement par la forme de la crosse, de la poignée-pistolet et du garde-main.

## Variantes
- Norinco :

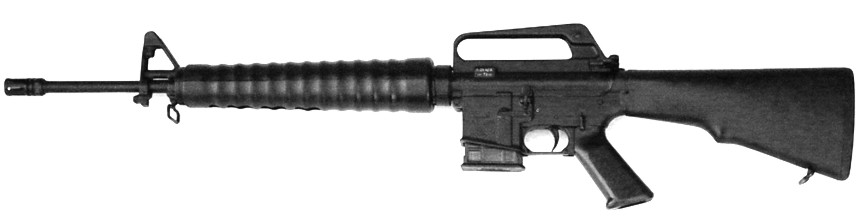
Le Norinco CQ M 311-1 ne tirant qu'au coup par coup fut exporté aux États-Unis entre 1989 et 1994. Ici un modèle muni d'un chargeur civil de 5 cartouches.

  - CQ M311 : version fusil d'assaut.

- - CQ M311-1 : version commerciale permettant seulement le tir semi-automatique. Disponible en 2020 sur le marché civil canadien.

- - CQ 5.56mm Type A  : version courte  du type Colt M4.

- - CS/LM11 : version fusil-mitrailleur.

- Arsenaux iraniens : DIO S-5.56. Existe en version A1 (canon pour.223 Remington) et A2 (canon pour 5,56 Otan).
- Arsenaux soudanais : Terab Existe aussi en 7,62 mm Otan

## Diffusion et guerres du Norinco CQ
Ce M16 chinois n'a été vendu qu'à quelques armées et guérillas asiatiques. Il est ainsi règlementaire, souvent avec le fusil Type 56, en Afghanistan, au Cambodge (à côté de M16 américains issus de la guerre civile cambodgienne de 1967-1975), en Chine Populaire (version CQ-M4 utilisée par les unités d'intervention de la Police armée du peuple, en Corée du Nord, à Djibouti, au Ghana (à côté de M16 américains), en Libye, en Malaisie, en Birmanie, au Paraguay (CQ-M4), et en Thaïlande (CQ-M4). En 2017, Pékin autorise la fourniture de fusils CQ aux Philippines dans le cadre de la guerre contre le terrorisme
Ainsi le CQ et ses variantes sont utilisées lors de la[Quoi ?]

## Données techniques
CQ M311
- Munition :.223 Remington puis 5,56 mm OTAN
- Mécanisme : emprunt des gaz, culasse rotative
- Longueur : 986 mm
- Canon : 508 mm
- Masse à vide : 2,9 kg
- Cadence de tir : 900 coups par minute
- Chargeur : 30 coups

CQ 556 Type A
- Munition : 5,56 mm OTAN
- Mécanisme : emprunt des gaz, culasse rotative
- Longueur : 760/840 mm (avec la crosse totalement étirée)
- Masse avec un chargeur vide : 2,7 kg environ
- Cadence de tir : 900 coups par minute
- Chargeur : 30 coups

## Sources
Cette notice est issue de la lecture des revues spécialisées de langue française suivantes :
- Cibles (Fr)
- AMI/ArMI/Fire (B)
- Gazette des armes (Fr)
- Action Guns (Fr)
- Raids (Fr)
- Assaut (Fr)